# Bathymysis helgae
Bathymysis helgae is een aasgarnalensoort uit de familie van de Mysidae. De wetenschappelijke naam van de soort is voor het eerst geldig gepubliceerd in 1907 door W. Tattersall.